# Neolamprologus modestus
Neolamprologus modestus is een straalvinnige vissensoort uit de familie van de cichliden (Cichlidae). De wetenschappelijke naam van de soort is voor het eerst geldig gepubliceerd in 1898 door George Albert Boulenger als Lamprologus modestus. De soort werd ontdekt in het Tanganyikameer.